# Флорес (місто)
Флорес (ісп. Flores) — місто в Гватемалі, столиця департаменту Петен та однойменного муніципалітету з населенням 22 600 осіб.

## Історія
Місто було засноване народністю ітсаєс, які прийшли сюди з району Чичен-Іци. Точна дата заснування міста невідома, деякі джерела вказують XIII століття, в інших джерелах зустрічається XV століття. До XVIII століття на місці Флореса знаходилося місто мая Таясаль.
Місто було атаковане та зруйноване іспанськими конкістадорами Мартіна Де-Урсуа у 1697 році. Згодом було перебудоване та відновлене. Фактично, сучасний Флорес, побудований на руїнах маянського поселення Таясаль.

## Географія
Місто Флорес розташоване на кордоні з джунглями, на острові озера Петен-Іца (ісп. Lago de Peten Itza). Флорес пов'язаний півкілометровим мостом із містечком Санта-Єлена на березі. До XVIII століття на місці Флореса знаходилося місто мая Таясаль.
Флорес це невелике мальовниче місто з колоритними будівлями Будинку уряду та церквою навколо головної площі, відоме своїми Зоопарком (3 км на схід від міста) та печерами Актун-Кан.

## Клімат
Клімат у Флоресі тропічний (Класифікація кліматів Кеппена: Aw), середньорічна температура +23 — +27 °С. За рік випадає 1500–2500 мм. З листопада по квітень — літо, з травня по жовтень — зима, пори року розрізняються лише кількістю опадів і нічними температурами.
| Клімат Флорес           | Клімат Флорес | Клімат Флорес | Клімат Флорес | Клімат Флорес | Клімат Флорес | Клімат Флорес | Клімат Флорес | Клімат Флорес | Клімат Флорес | Клімат Флорес | Клімат Флорес | Клімат Флорес | Клімат Флорес |
| Показник                | Січ.          | Лют.          | Бер.          | Квіт.         | Трав.         | Черв.         | Лип.          | Серп.         | Вер.          | Жовт.         | Лист.         | Груд.         |               |
| Середній максимум, °C   | 26,9          | 27,6          | 28,9          | 30,6          | 32,4          | 32,5          | 31,0          | 31,2          | 30,7          | 29,0          | 27,4          | 26,7          |               |
| Середня температура, °C | 22,8          | 23,3          | 24,7          | 26,3          | 28,1          | 28,4          | 27,1          | 27,2          | 26,8          | 25,2          | 23,4          | 22,5          |               |
| Середній мінімум, °C    | 18,8          | 19,0          | 20,5          | 22,1          | 23,8          | 24,4          | 23,2          | 23,2          | 22,9          | 21,4          | 19,4          | 18,4          |               |
| Норма опадів, мм        | 66            | 55            | 43            | 34            | 136           | 209           | 187           | 183           | 227           | 208           | 115           | 87            |               |
| ----------------------- | ------------- | ------------- | ------------- | ------------- | ------------- | ------------- | ------------- | ------------- | ------------- | ------------- | ------------- | ------------- | ------------- |

## Світлини

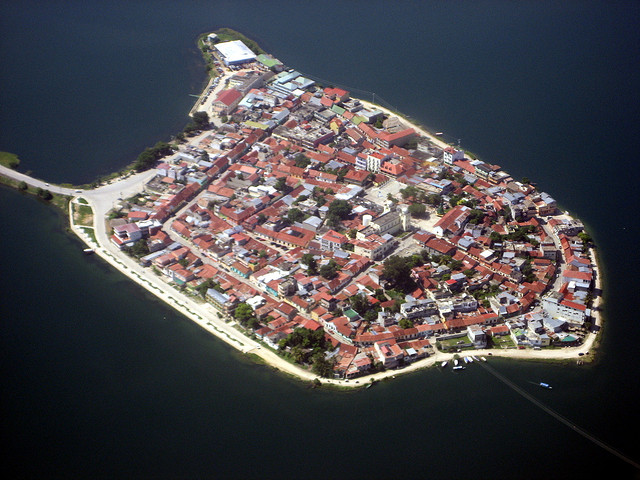
Вид з повітря на острові Флорес
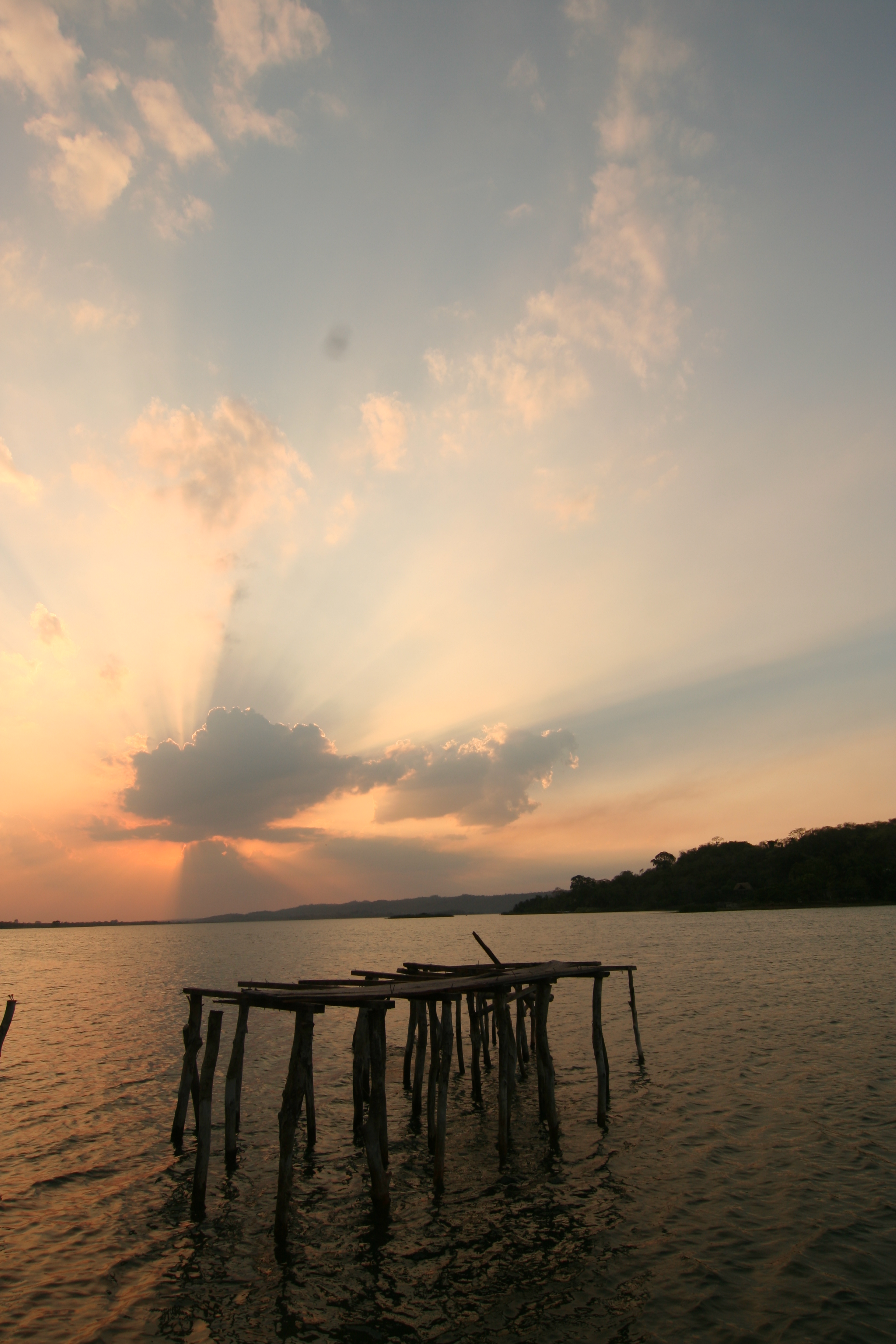
Захід сонця у Флоресі
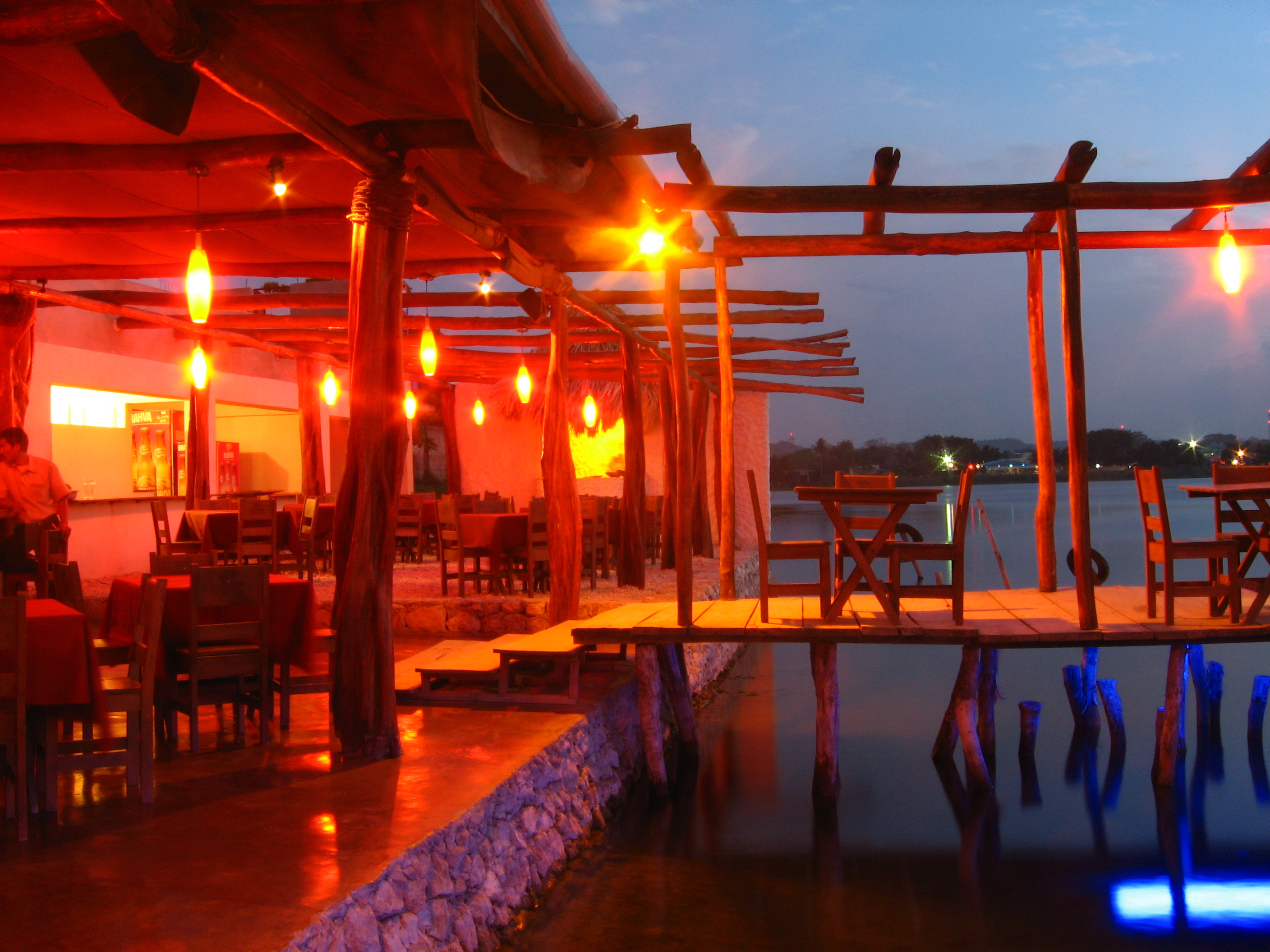
Ресторан на озері Петен-Іца
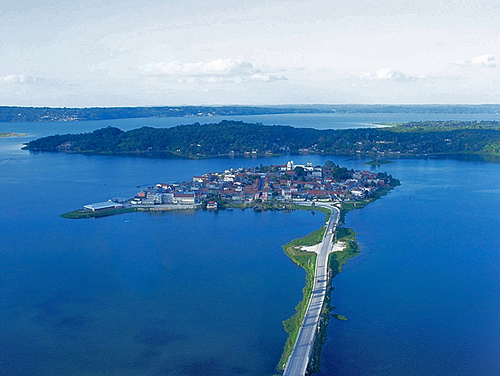
Міст що з'єднує острів.
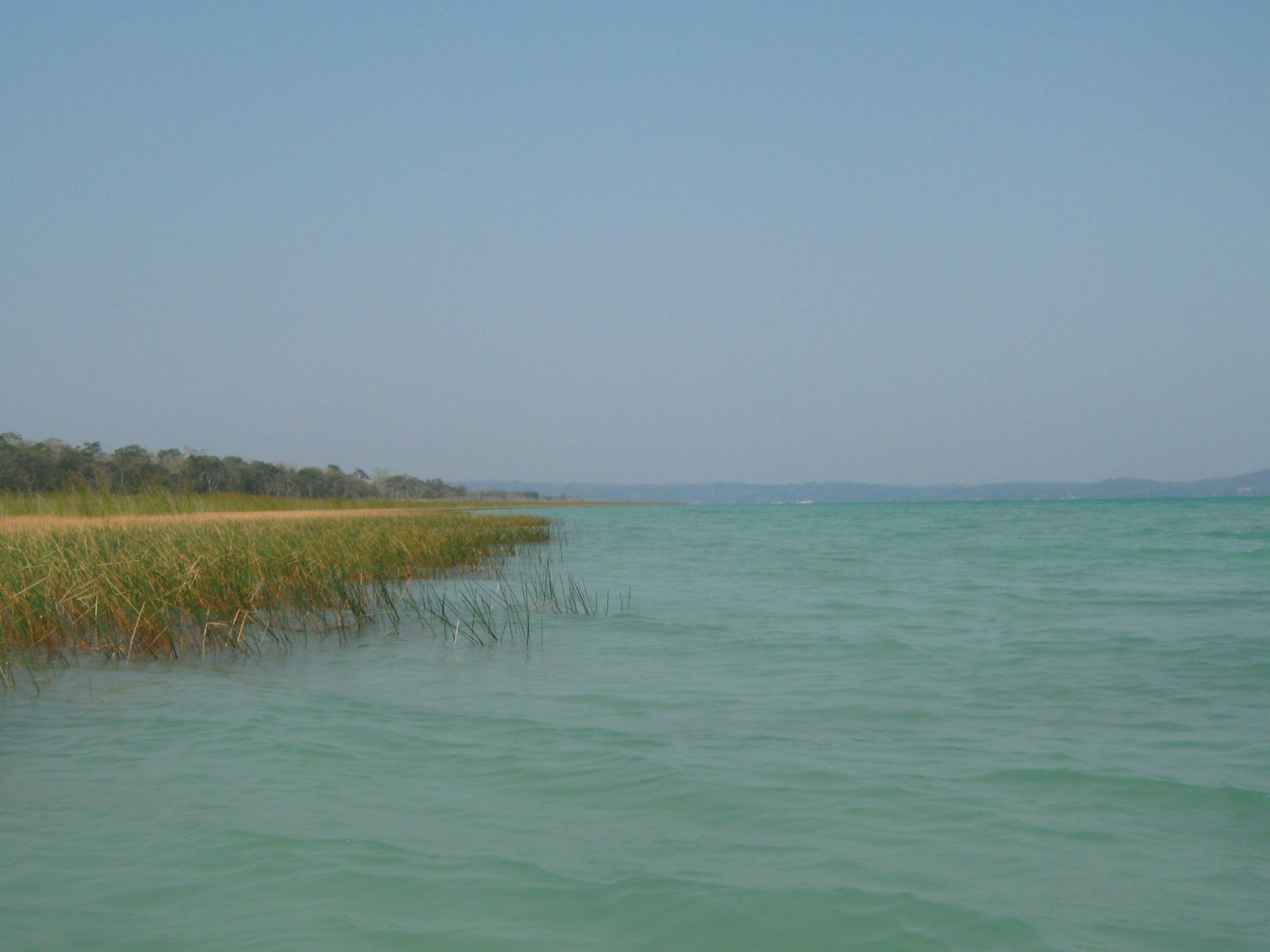
Берег озера Петен-Іца
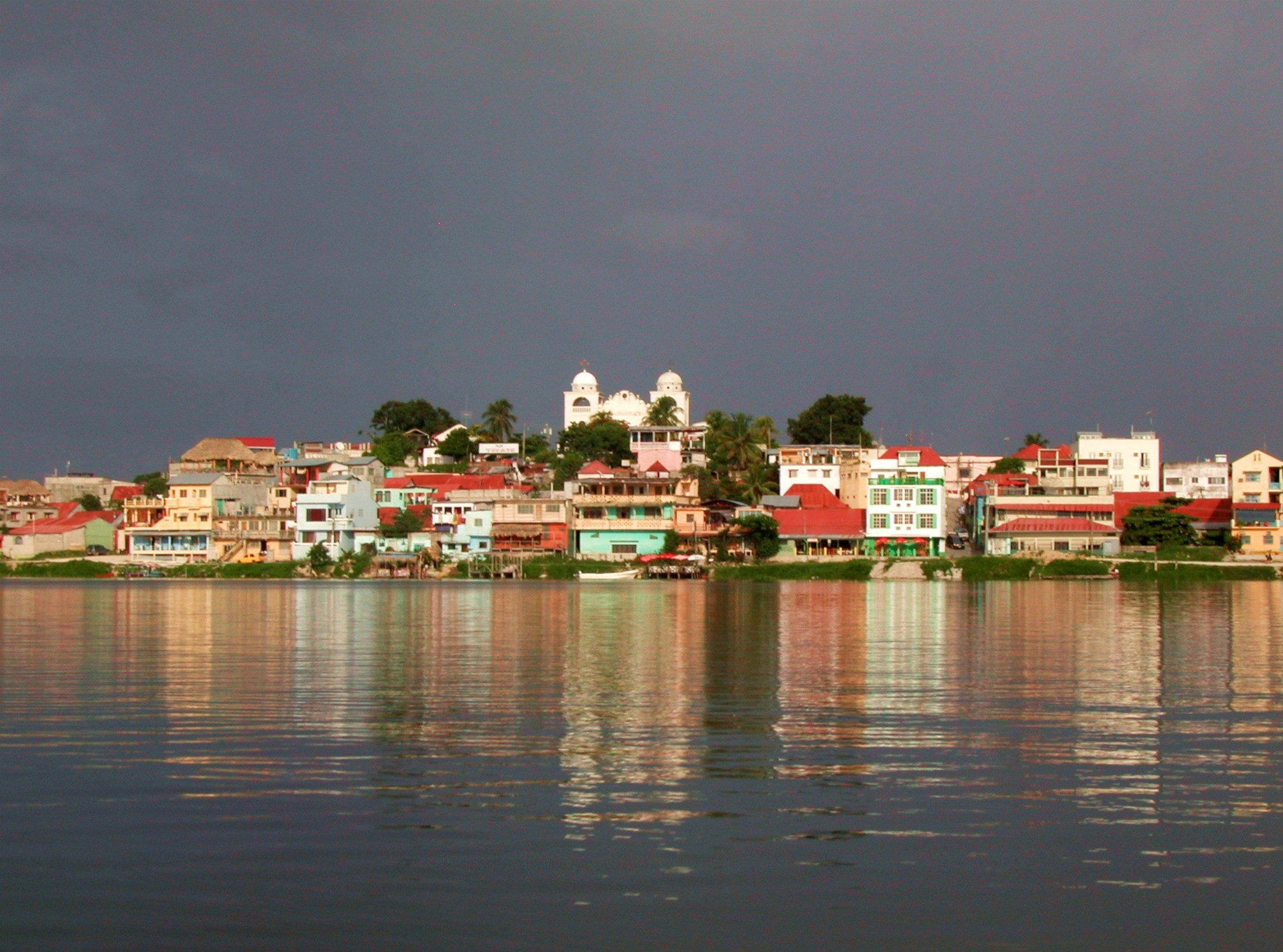
Вид на місто з боку озера
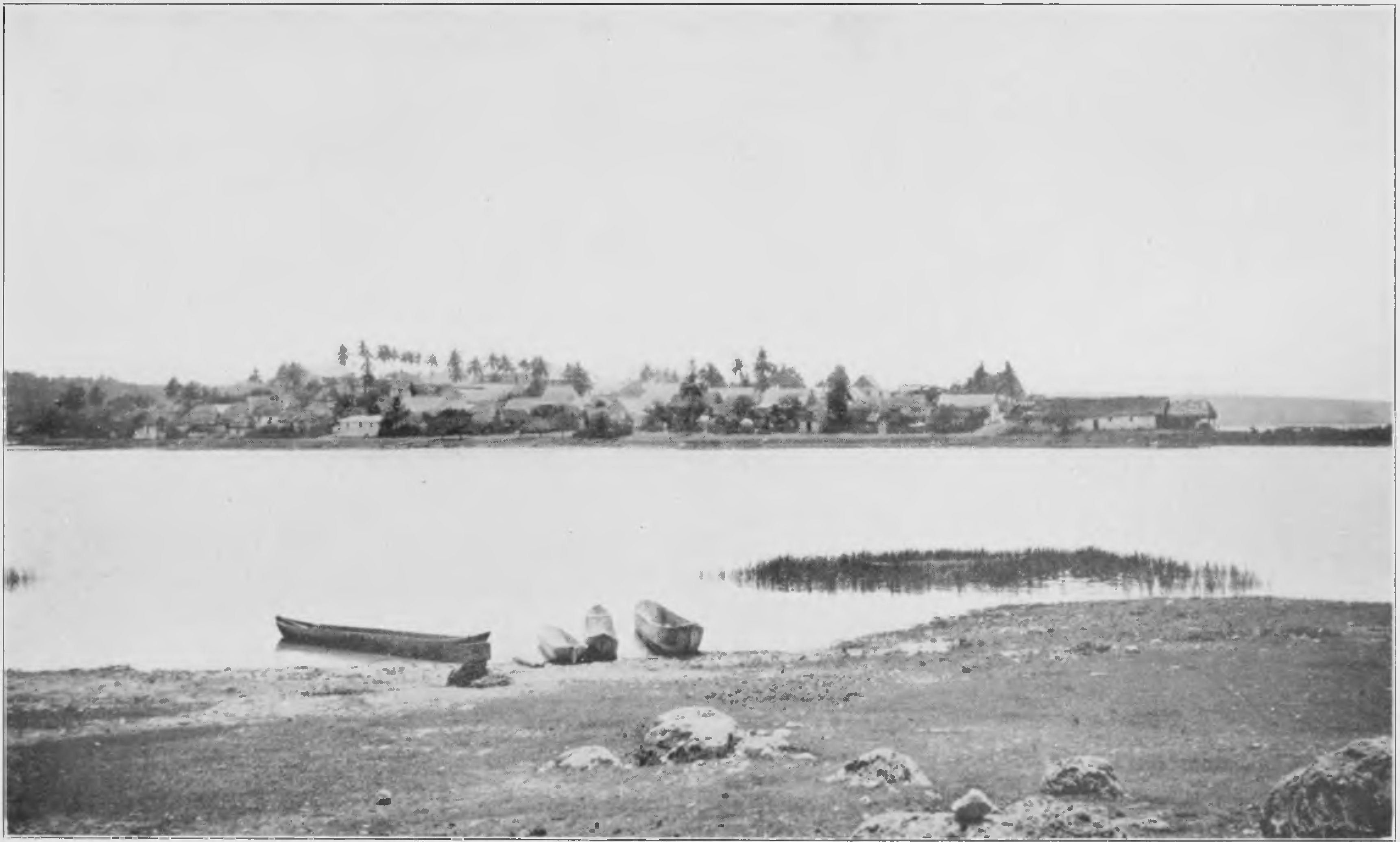
Острів у 1917 році.
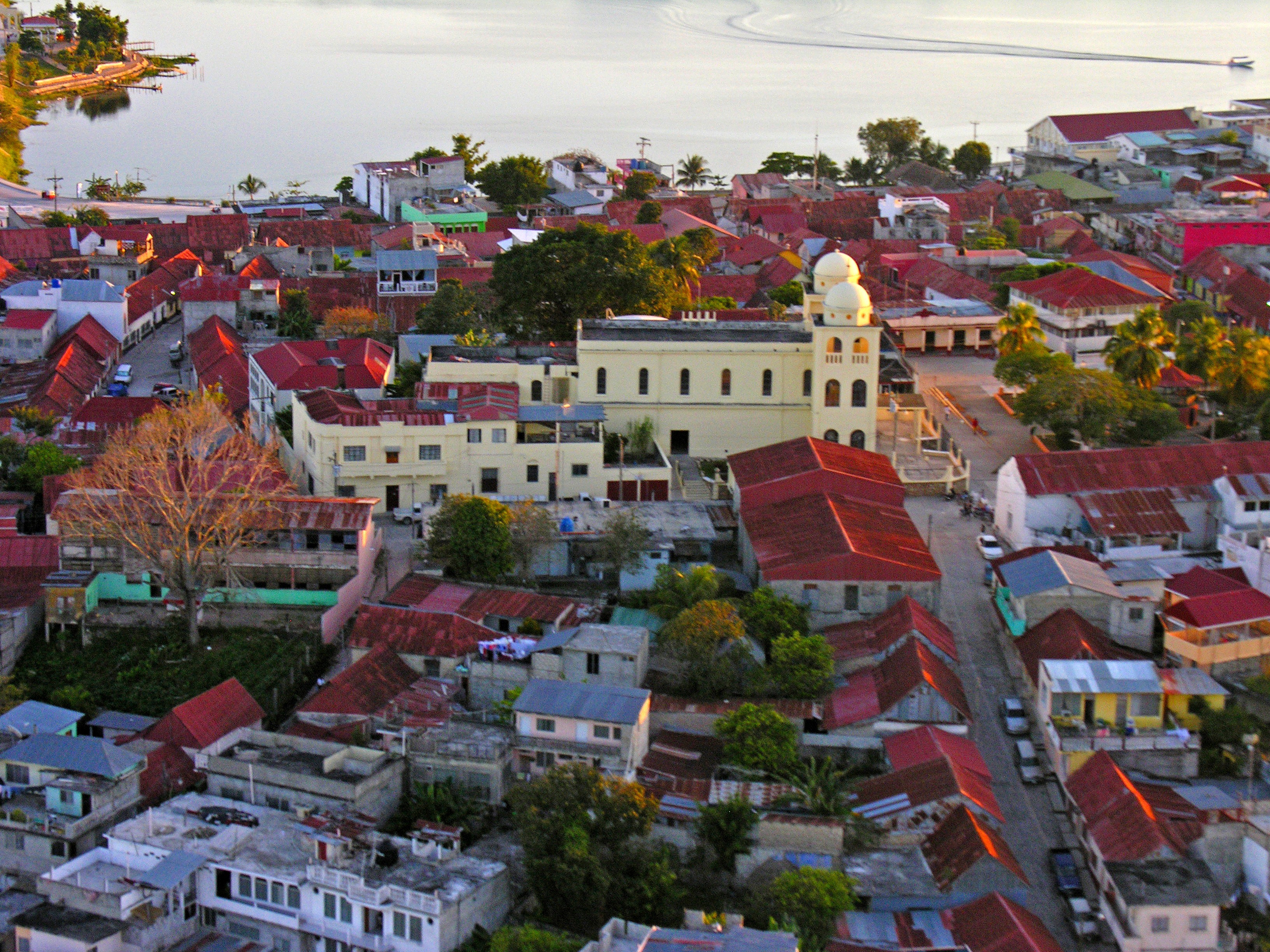
Вид на місто.